# Odruch źreniczny

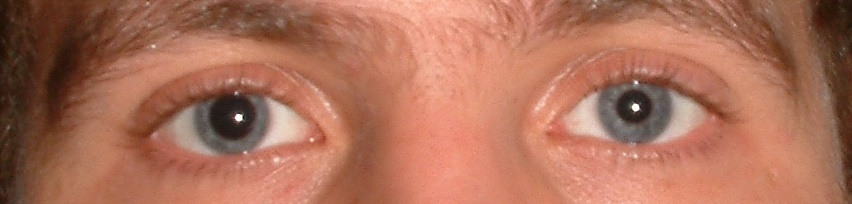
Anizokoria. W prawym oku odruch źreniczny został zniesiony przez tropikamid

Odruch źreniczny

Odruch źreniczny – mechanizm adaptacji oka do zmieniającej się ilości światła padającego na siatkówkę. Średnica źrenicy maleje wraz ze zwiększaniem się natężenia promieni świetlnych (np. zbliżaniem się obserwowanego przedmiotu).

## Łuk odruchowy
(Dotyczy tylko odruchu na światło - odruch na ciemność przebiega przez ośrodek rzęskowo-rdzeniowy w rdzeniu kręgowym C8-Th1)
Droga dośrodkowa: receptorem jest siatkówka. Dalej droga biegnie nerwem wzrokowym i pasmem wzrokowym (za skrzyżowaniem wzrokowym - chiasma opticum) przez ciało kolankowate boczne do wzgórków górnych i pola przedpokrywowego (area pretectalis). Z jądra przedpokrywowego podążają dalej neuronami pośrednimi do obu jąder dodatkowych nerwu III (parzyste jądro Westphala - Edingera) - dlatego reakcja jednej źrenicy w prawidłowych warunkach "przenosi się" na drugą źrenicę.
Droga odśrodkowa - od jądra dodatkowego n. III wraz z pozostałymi włóknami nerwu okoruchowego do oczodołu. W tym miejscu oddzielają się włókna przywspółczulne przedzwojowe do zwoju rzęskowego, gdzie przełączają się na neuron zazwojowy, unerwiający mięsień zwieracz źrenicy (efektor).
Odruch źreniczny może występować u człowieka, który nie ma żadnych funkcji wzrokowych. Może też nie występować u widzącej osoby, np. w wyniku zniszczenia drogi odruchu lub gdy brzeg tęczówki jest przyklejony do przedniej powierzchni soczewki.
W sytuacji eksperymentalnej, gdy światło eksponowane jest tylko do jednego oka, odruch bezpośredni występuje w stymulowanym oku, pośredni zaś (tj. również zwężenie źrenicy – myosis) w drugim oku (reakcja konsensualna).